# Repubblica Socialista Sovietica Persiana
La Repubblica Socialista Sovietica Persiana (nota anche come Repubblica Sovietica di Gilan; in persiano  جمهوری شوروی سوسیالیستی گیلان‎) fu fondata nel giugno 1920 dopo che i bolscevichi raggiunsero i confini dell'ex Impero russo abbattendo la Repubblica Democratica di Azerbaigian e cacciando gli inglesi dalla Repubblica Transcaspiana attraverso la RSS Turkestan e la RSS Corasma. 

## Storia
In virtù dell'accordo anglo-russo del 1907 che spartiva la Persia, essi intesero riprendere il possesso dei territori persi dal 1917. Ma i britannici avevano occupato tutto il territorio, cercando di formalizzare il proprio protettorato con l'intesa anglo-persiana del 1919, e non intendevano considerare più valido tale accordo, in quanto non riconoscevano nella Russia bolscevica l'erede dell'Impero russo che l'aveva firmato.
I sovietici della flottiglia del Caspio, al comando dell'ammiraglio Fedor Raskolnikov e di Grigoriy Ordzhonikidze, sbarcarono nel maggio 1920 nel porto di Anzali, ufficialmente per inseguire alcuni bianchi in fuga. Appena sbarcati i russi, la piccola guarnigione britannica fuggì ritirandosi a Manjil. I russi presero possesso del territorio e si espansero con l'arrivo di altri rinforzi, con il sostegno del Movimento costituzionalista del Gilan del comunista Mirza Kouchek Khan Jangali.
Il 9 giugno egli proclamò la nascita della Repubblica Socialista Sovietica Persiana, nota anche come Repubblica del Gilan, limitata alla zona costiera persiana sul Mar Caspio ma con l'intenzione di fare dell'intera Persia uno Stato comunista. La Repubblica ebbe breve vita, difatti all'inizio del 1921 i sovietici si pacificarono su tutti i fronti firmando un trattato di amicizia con la Persia. Di conseguenza, i russi abbandonarono la Repubblica, che perdurò fino a settembre, quando cadde e fu riassorbita dalla Persia di Reza Khan.
Nel 1921 Reza Pahlavi (futuro scià di Persia) marciò su Teheran con la sua brigata cosacca e mise al governo Zia Tabatabai. Il nuovo governo persiano firmò il 26 febbraio 1921 a Mosca il trattato di amicizia russo-persiano, che prevedeva la rinuncia russa a tutte le pretese zariste sul Paese e la non ingerenza reciproca. Senza il sostegno russo, la Repubblica di Gilan fu velocemente sconfitta da Reza Khan.
Durante la sua breve vita, nel settembre 1929 si svolse nell'Azerbaigian sovietico il Congresso di Baku per la liberazione dei Popoli d'Oriente. Il Congresso fu promosso dal Comintern e presieduto da Zinoviev, che invitò "i contadini e gli operai persiani a ribellarsi contro lo sfruttamento della dinastia Qajar e la svendita della Persia ai capitalisti inglesi". In quel tempo anche l'Azerbaijan iraniano si rivoltò contro Teheran e proclamò l'indipendenza dell'Azadistan. Anche l'Azadistan, comunque, cadde poco dopo il ritiro dei russi dal Gilan e, nel 1922, Mohammad Mossadeq fu nominato Governatore della Provincia dell'Azerbaijan.